# Bethesda (Trinidad y Tobago)
Bethesda es una localidad de Trinidad y Tobago, que forma parte de la parroquia de St. David.

## Geografía
La localidad abarca parte de la isla de Tobago y limita al norte con el mar Caribe, al sur con Mary's Hill, al este con Arnos Vale y al oeste con Plymouth.

## Demografía
Datos demográficos de la localidad de Bethesda:
| Gráfica de evolución demográfica de Bethesda entre 2000 y 2011 |
|                                                                |